# Liste von Marinemuseen
Ein Marinemuseum befasst sich als spezialisiertes Schifffahrtsmuseum mit der Geschichte des Seewesens, der Seeschifffahrt und Technik der Handelsschifffahrt (Handelsmarine) und der Kriegsmarine sowie des Seekriegs.
- Mitaufgenommen sind auch bedeutende marinegeschichtliche Sammlungen allgemeiner technischer, Verkehrs- oder Militärmuseen
- Sonderformen des Marinemuseums sind das U-Boot-Museum, ein auf U-Boote spezialisierte Museum, das Museumsschiff, ein Schiff als begehbares Schaustück selbst, und der Museumshafen, der eine ganze militärische oder zivile Hafenanlage in situ erlebbar macht (diese werden hier nicht geführt).

## Aufgabe
Die Marinemuseen befassen sich mit der Darstellung der Geschichte der jeweiligen Marinen der nationalen Staaten bzw. besonderer Regionen wie sie sich im gesellschaftlichen, wirtschaftlichen und technischen Wandel darstellen. Der Vorstoß der Menschen auf das Meer ist mit all seinen Aspekten häufig das Generalthema. Zu diesen Themen eines Marinemuseums gehören auch die Darstellung der Entwicklung der Navigation mitsamt Astronomie und Zeitermittlung und -rechnung, und der Hydrographie und Gewässerkunde.

## Liste von Marinemuseen
| Museum | Ort                          | Staat                  |
| --- | ---------------------------- | ---------------------- |
| Aalborg Søfarts- og Marinemuseum (‚Seefahrts- und Marinemuseum‘)                                            | Aalborg                      | Dänemark               |
| Australian National Maritime Museum                                                                         | Sydney                       | Australien             |
| Baltimore Maritime Museum                                                                                   | Baltimore                    | Vereinigte Staaten     |
| Bermuda Maritime Museum                                                                                     | Sandys Parish                | Bermuda                |
| Çanakkale Deniz Müzesi (Çanakkale Naval Museum)                                                             | Çanakkale                    | Türkei                 |
| Cité de la Mer                                                                                              | Cherbourg-Octeville          | Frankreich             |
| Columbia River Maritime Museum                                                                              | Astoria                      | Vereinigte Staaten     |
| Coral World Ocean Park                                                                                      | Saint Thomas, Virgin Islands | Vereinigte Staaten     |
| Deutsches Marinemuseum                                                                                      | Wilhelmshaven                | Deutschland            |
| Deutsches Schifffahrtsmuseum DSM                                                                            | Bremerhaven                  | Deutschland            |
| Dossin Great Lakes Museum                                                                                   | Detroit                      | Vereinigte Staaten     |
| Estnisches Seefahrtsmuseum                                                                                  | Tallinn                      | Estland                |
| Eyemouth Maritime Centre                                                                                    | Eyemouth, Schottland         | Vereinigtes Königreich |
| Fregatte Jylland mit vorgelagertem Marinemuseum                                                             | Ebeltoft                     | Dänemark               |
| Great Lakes Floating Maritime Museum                                                                        | Duluth                       | Vereinigte Staaten     |
| H. Lee White Marine Museum                                                                                  | Oswego                       | Vereinigte Staaten     |
| Hampton Roads Naval Museum                                                                                  | Norfolk                      | Vereinigte Staaten     |
| Herreshoff Marine Museum                                                                                    | Bristol                      | Vereinigte Staaten     |
| Het Scheepvaartmuseum                                                                                       | Amsterdam                    | Niederlande            |
| Hong Kong Maritime Museum                                                                                   | Hongkong-Stanley             | China                  |
| Hoods Tower Naval Museum                                                                                    | Trincomalee                  | Sri Lanka              |
| Hull Maritime Museum                                                                                        | Kingston upon Hull           | Vereinigtes Königreich |
| Internationales Maritimes Museum Hamburg                                                                    | Hamburg                      | Deutschland            |
| Iskenderun Deniz Müzesi ve Kültür Sitesi (Iskenderun Naval Museum and Culture Site)                         | İskenderun                   | Türkei                 |
| Istanbul Deniz Müzesi (Istanbul Naval Museum)                                                               | Istanbul                     | Türkei                 |
| Izmir Müze Gemiler (Izmir Museum Ships)                                                                     | Izmir                        | Türkei                 |
| Käsmu Meremuuseum                                                                                           | Käsmu                        | Estland                |
| Kocaeli Deniz Müzesi (Kocaeli Naval Museum/Museum Ships)                                                    | İzmit                        | Türkei                 |
| Lake Champlain Maritime Museum                                                                              | Vergennes                    | Vereinigte Staaten     |
| Long Island Maritime Museum                                                                                 | New York-Long Island         | Vereinigte Staaten     |
| Los Angeles Maritime Museum                                                                                 | Los Angeles                  | Vereinigte Staaten     |
| Macau Maritime Museum                                                                                       | Macau                        | China                  |
| Malta Maritime Museum                                                                                       | Vittoriosa                   | Malta                  |
| Marinemuseum Bartolomeu Dias                                                                                | Mossel Bay                   | Südafrika              |
| Marinemuseum Dänholm                                                                                        | Stralsund                    | Deutschland            |
| Marinemuseum Den Helder                                                                                     | Den Helder                   | Niederlande            |
| Marinemuseum Horten                                                                                         | Horten                       | Norwegen               |
| Marinmuseum Karlskrona                                                                                      | Karlskrona                   | Schweden               |
| Marinemuseum Warna                                                                                          | Warna                        | Bulgarien              |
| Mariners’ Museum                                                                                            | Newport News                 | Vereinigte Staaten     |
| Maritiem Museum                                                                                             | Rotterdam                    | Niederlande            |
| Maritime & Seafood Industry Museum                                                                          | Biloxi                       | Vereinigte Staaten     |
| Maritime Museum                                                                                             | Belize City                  | Belize                 |
| Maritime Museum of British Columbia                                                                         | Victoria                     | Kanada                 |
| Maritime Museum of Indonesia                                                                                | Jakarta                      | Indonesien             |
| Maritime Museum of Kuwait                                                                                   | Kuwait                       | Kuwait                 |
| Maritime Museum of San Diego                                                                                | San Diego                    | Vereinigte Staaten     |
| Maritime Museum of the Atlantic                                                                             | Halifax                      | Kanada                 |
| Maritimes Museum Gallerion, Novigrad-Cittanova                                                              | Novigrad                     | Kroatien               |
| Galata Museo del Mare                                                                                       | Genua                        | Italien                |
| Merikeskus Vellamo (Maritime Center Vellamo)                                                                | Kotka                        | Finnland               |
| Merseyside Maritime Museum                                                                                  | Liverpool                    | Vereinigtes Königreich |
| Musée de la Marine                                                                                          | Toulon                       | Frankreich             |
| Musée national de la Marine                                                                                 | Paris                        | Frankreich             |
| Museet for Søfart (Schloss Kronborg)                                                                        | Helsingør                    | Dänemark               |
| Museo del Mare di Napoli                                                                                    | Neapel                       | Italien                |
| Museo Nao Victoria                                                                                          | Punta Arenas                 | Chile                  |
| Museo Naval de Iquique                                                                                      | Iquique                      | Chile                  |
| Museo Naval de Madrid                                                                                       | Madrid                       | Spanien                |
| Museo Naval del Perú (‚Peruanisches Marinemuseum‘)                                                          | Callao                       | Peru                   |
| Museo Naval México (‚Marinemuseum Mexiko‘)                                                                  | Veracruz                     | Mexiko                 |
| Museo Ria de Bilbao                                                                                         | Bilbao                       | Spanien                |
| Museo storico navale (‚Marinegeschichtliches Museum‘)                                                       | Venedig                      | Italien                |
| Museo tecnico navale (‚Marinetechnisches Museum‘)                                                           | La Spezia                    | Italien                |
| Museu de Marinha                                                                                            | Lissabon                     | Portugal               |
| Museu Nacional do Mar                                                                                       | São Francisco do Sul         | Brasilien              |
| Museu Náutico                                                                                               | Rio Grande                   | Brasilien              |
| Museu Naval                                                                                                 | Rio de Janeiro               | Brasilien              |
| Museum der Weltmeere                                                                                        | Kaliningrad                  | Russland               |
| Museum of Hartlepool                                                                                        | Hartlepool                   | Vereinigtes Königreich |
| Fune-no-kagakukan (Museum of Maritime Science)                                                              | Tokio                        | Japan                  |
| Muzeum Narodowe w Szczecinie (‚Nationalmuseum Szczecin‘)                                                    | Szczecin                     | Polen                  |
| National Maritime Museum                                                                                    | Galle                        | Sri Lanka              |
| National Maritime Museum                                                                                    | Auckland                     | Neuseeland             |
| National Maritime Museum of Ireland                                                                         | Dún Laoghaire                | Irland                 |
| National Maritime Museum                                                                                    | London-Greenwich             | Vereinigtes Königreich |
| National Museum of Naval Aviation                                                                           | Pensacola                    | Vereinigte Staaten     |
| National Museum of the Royal Navy                                                                           | Portsmouth u. a.             | Vereinigtes Königreich |
| National Museum of the United States Navy                                                                   | Washington, D.C.             | Vereinigte Staaten     |
| National Research Institute of Maritime Cultural Heritage                                                   | Mokpo                        | Südkorea               |
| Naval Museum of Halifax                                                                                     | Halifax (Nova Scotia)        | Kanada                 |
| Naval War College Museum                                                                                    | Newport                      | Vereinigte Staaten     |
| Orlogsmuseet                                                                                                | Kopenhagen                   | Dänemark               |
| Pakistan Maritime Museum                                                                                    | Karatschi                    | Pakistan               |
| Pomorski i povijesni muzej Hrvatskog primorja (‚Marine- und Geschichtsmuseum des Kroatischen Küstenlandes‘) | Rijeka                       | Kroatien               |
| Portsmouth Historic Dockyard                                                                                | Portsmouth                   | Vereinigtes Königreich |
| PT Boat Museum                                                                                              | Fall River                   | Vereinigte Staaten     |
| Rauman Merimuseo (Rauma Maritime Museum)                                                                    | Rauma                        | Finnland               |
| Royal Navy Submarine Museum                                                                                 | Gosport                      | Vereinigtes Königreich |
| Maritime Museum, San Francisco Maritime National Historical Park                                            | San Francisco                | Vereinigte Staaten     |
| Santa Barbara Maritime Museum, Naval Reserve Center Santa Barbara                                           | Port Hueneme                 | Vereinigte Staaten     |
| Schifffahrtsmuseum Kiel                                                                                     | Kiel                         | Deutschland            |
| Schifffahrtsmuseum Nordfriesland                                                                            | Husum                        | Deutschland            |
| Scottish Maritime Museum                                                                                    | Irvine, Schottland           | Vereinigtes Königreich |
| Pomorskega muzeja »Sergej Mašera« (‚Sergej–Mašera-Marinemuseum‘)                                            | Piran                        | Slowenien              |
| Site historique maritime de la Pointe-au-Père                                                               | Rimouski                     | Kanada                 |
| Sjöhistoriska museet (‚Marinehistorisches Museum‘)                                                          | Stockholm                    | Schweden               |
| South Street Seaport                                                                                        | New York                     | Vereinigte Staaten     |
| Southampton Maritime Museum                                                                                 | Southampton                  | Vereinigtes Königreich |
| Strandingsmuseum St. George (Strandungsmuseum St. George)                                                   | Thorsminde                   | Dänemark               |
| Tahoe Maritime Museum                                                                                       | Homewood                     | Vereinigte Staaten     |
| The Fisheries and Maritime Museum                                                                           | Esbjerg                      | Dänemark               |
| United States Naval Academy Museum                                                                          | Annapolis                    | Vereinigte Staaten     |
| USS Constitution Museum                                                                                     | Boston                       | Vereinigte Staaten     |
| Vancouver Maritime Museum                                                                                   | Vancouver                    | Kanada                 |
| Vasa-Museum                                                                                                 | Stockholm                    | Schweden               |
| Verkehrsdrehscheibe Schweiz und unser Weg zum Meer                                                          | Basel                        | Schweiz                |
| Víkin | Reykjavík                    | Island                 |
| Wehrgeschichtliches Ausbildungszentrum, siehe Kommandeursvilla der Marineschule Mürwik                      | Flensburg                    | Deutschland            |
| Wehrtechnische Studiensammlung Koblenz mit besonderer Abteilung zur Marineausstattung                       | Koblenz                      | Deutschland            |
| Western Australian Maritime Museum                                                                          | Fremantle                    | Australien             |
| Windstärke 10 – Wrack – und Fischereimuseum                                                                 | Cuxhaven                     | Deutschland            |
| Wisconsin Maritime Museum                                                                                   | Manitowoc                    | Vereinigte Staaten     |
| Zentrales Museum der Seekriegsflotte                                                                        | St. Petersburg               | Russland               |